# Governador de Minnesota
El governador de Minnesota és el cap de govern de l'estat de Minnesota, que dirigeix el poder executiu de l'estat. El 2024, quaranta persones han estat governadores de Minnesota, encara que històricament també hi van haver tres governadors del Territori de Minnesota (1849-1858). Alexander Ramsey, el primer governador territorial, també va servir com a governador d'estat diversos anys després. Els governadors estatals són elegits per votació popular, però els governadors territorials havien estat designats pel president dels Estats Units. Des de 2019, el governador de Minnesota és Tim Walz del Partit Laborista (DFL).
Igual que el president dels Estats Units, el governador té el poder de vet sobre les lleis aprovades per la Legislatura de l'Estat de Minnesota. Com en la majoria dels estats, però a diferència del president dels EUA, el governador també pot fer vets parcials, on les disposicions específiques dels projectes de llei poden ser eliminades mentre permet que el projecte de llei general entri en vigor.
El governador de Minnesota ha de tenir 25 anys en assumir el càrrec, i ha d'haver estat resident de Minnesota durant un any abans de l'elecció.
Des d'una esmena de 1958 a la Constitució de Minnesota, els governadors són triats per a un període de quatre anys, sense límits en el nombre de termes que poden complir.
La residència del governador de Minnesota es troba a Saint Paul, en 1006 Summit Avenue.